# Zizyphomyia limata
Zizyphomyia limata là một loài ruồi trong họ Tachinidae.